# Grentzingen
Grentzingen è una frazione di 559 abitanti del comune francese di Illtal, nel dipartimento dell'Alto Reno, nella regione del Grand Est. Già comune autonomo, il 1º gennaio 2016 è stato fuso con gli altri comuni soppressi di Oberdorf e Henflingen per costituire il nuovo comune.

## Società

### Evoluzione demografica
Abitanti censiti